# Hecker
Hecker és una vila dels Estats Units a l'estat d'Illinois. Segons el cens del 2000 tenia 475 habitants.

## Demografia
Segons el cens del 2000, Hecker tenia 475 habitants, 188 habitatges, i 134 famílies. La densitat de població era de 764,2 habitants/km².
Dels 188 habitatges en un 31,9% hi vivien nens de menys de 18 anys, en un 60,1% hi vivien parelles casades, en un 9,6% dones solteres, i en un 28,2% no eren unitats familiars. En el 23,4% dels habitatges hi vivien persones soles el 10,1% de les quals corresponia a persones de 65 anys o més que vivien soles. El nombre mitjà de persones vivint en cada habitatge era de 2,53 i el nombre mitjà de persones que vivien en cada família era de 3,02.
Per edats la població es repartia de la següent manera: un 22,3% tenia menys de 18 anys, un 9,7% entre 18 i 24, un 31,2% entre 25 i 44, un 23,6% de 45 a 60 i un 13,3% 65 anys o més.
L'edat mediana era de 36 anys. Per cada 100 dones de 18 o més anys hi havia 100,5 homes.
La renda mediana per habitatge era de 43.333 $ i la renda mediana per família de 51.071 $. Els homes tenien una renda mediana de 38.125 $ mentre que les dones 21.447 $. La renda per capita de la població era de 18.423 $. Aproximadament el 2,8% de les famílies i el 4,7% de la població estaven per davall del llindar de pobresa.

## Poblacions properes
El següent diagrama mostra les poblacions més properes.